# Міський сквер (Мукачево)
Міськи́й сквер — парк-пам'ятка садово-паркового мистецтва місцевого значення в Україні. Об'єкт розташований на території міста Мукачево Закарпатської області, між пл. Кирила і Мефодія та вул. Федорова. 
Площа 2 га. Статус отриманий згідно з рішенням облвиконкому від 18.11.1969 року № 414. Перебуває у відані КП «Комбінат благоустрою». 
Статус даний для збереження скверу, де зростає бл. 140 видів рослин, у тому числі екзотів.

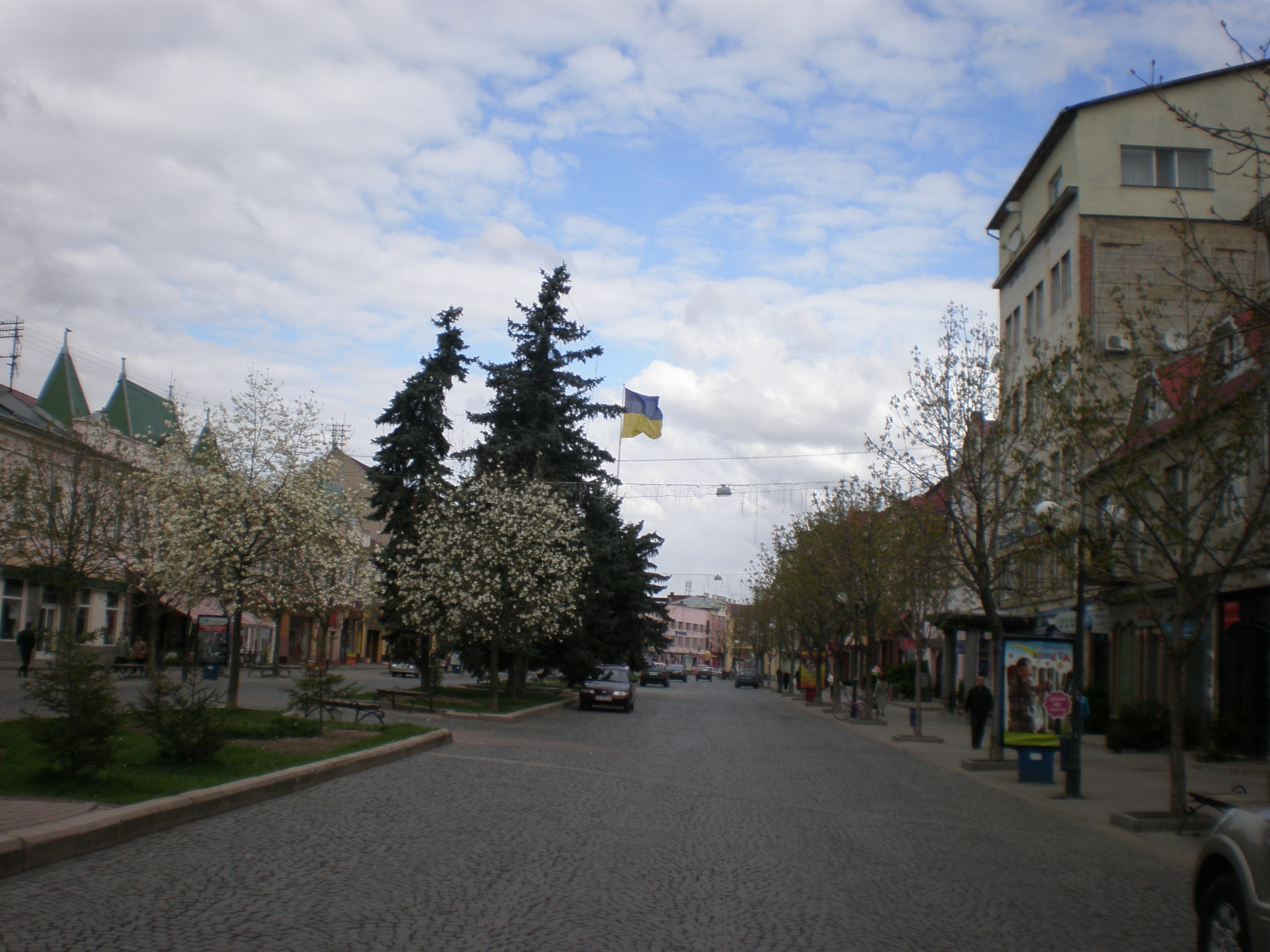
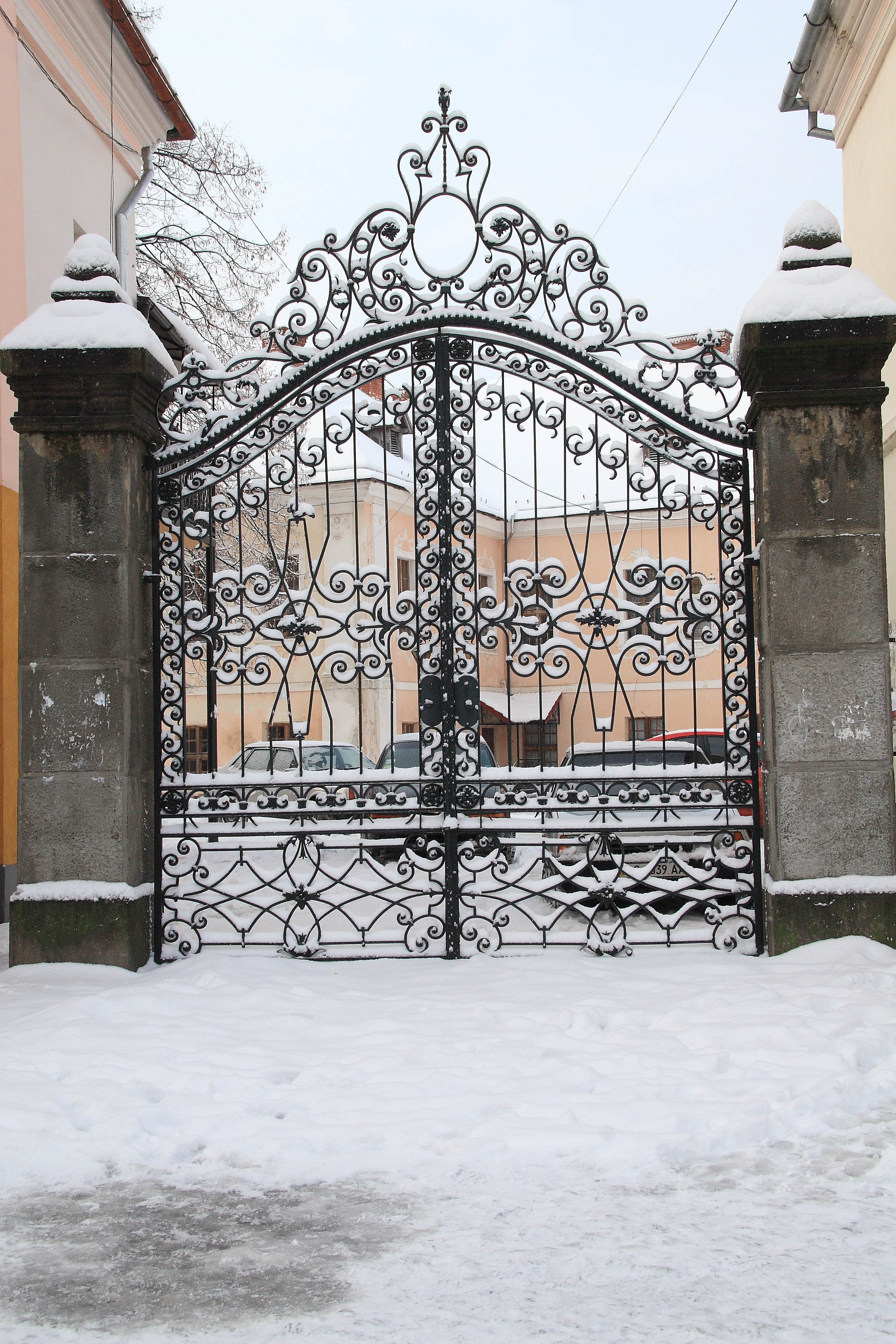
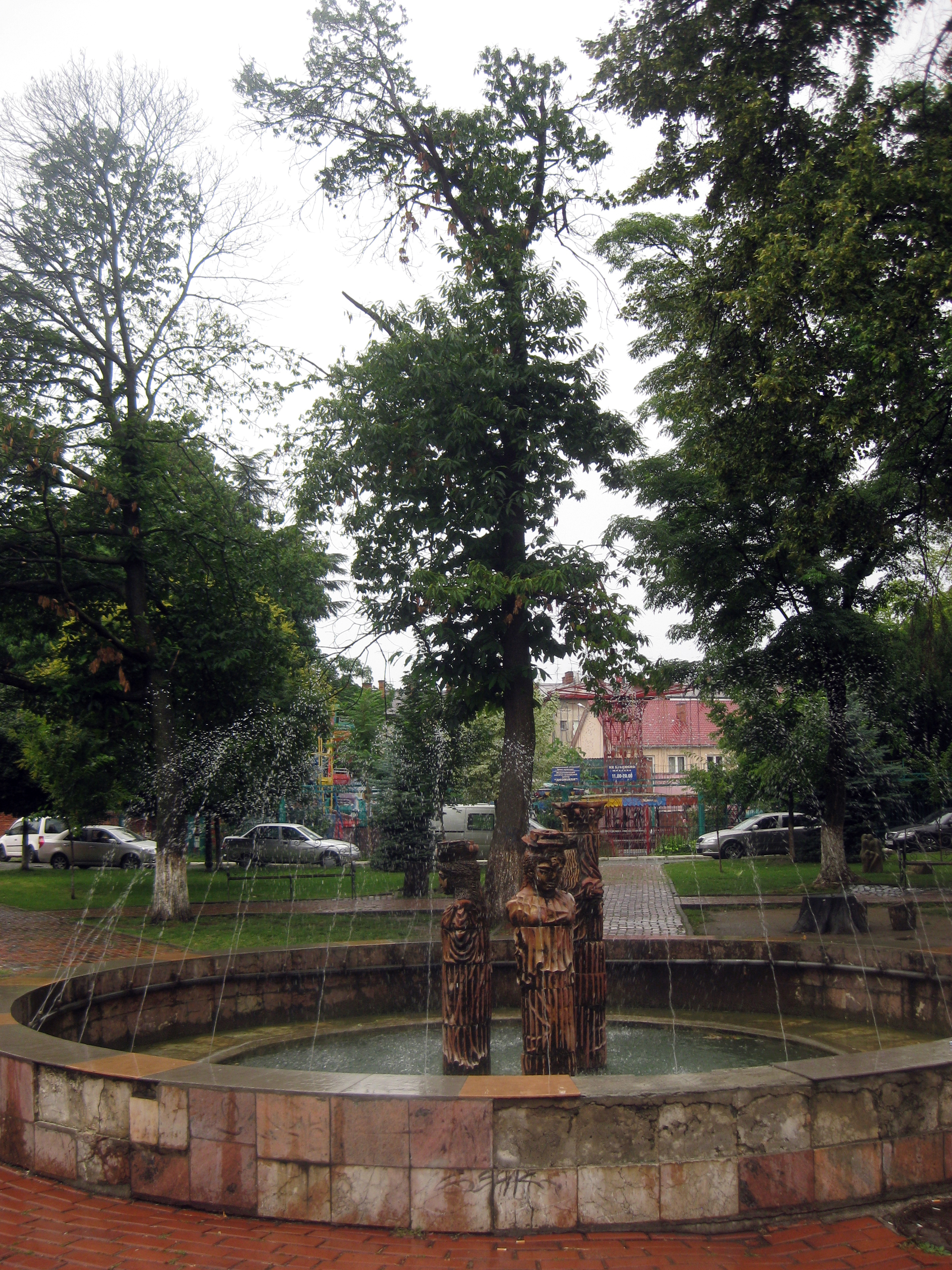
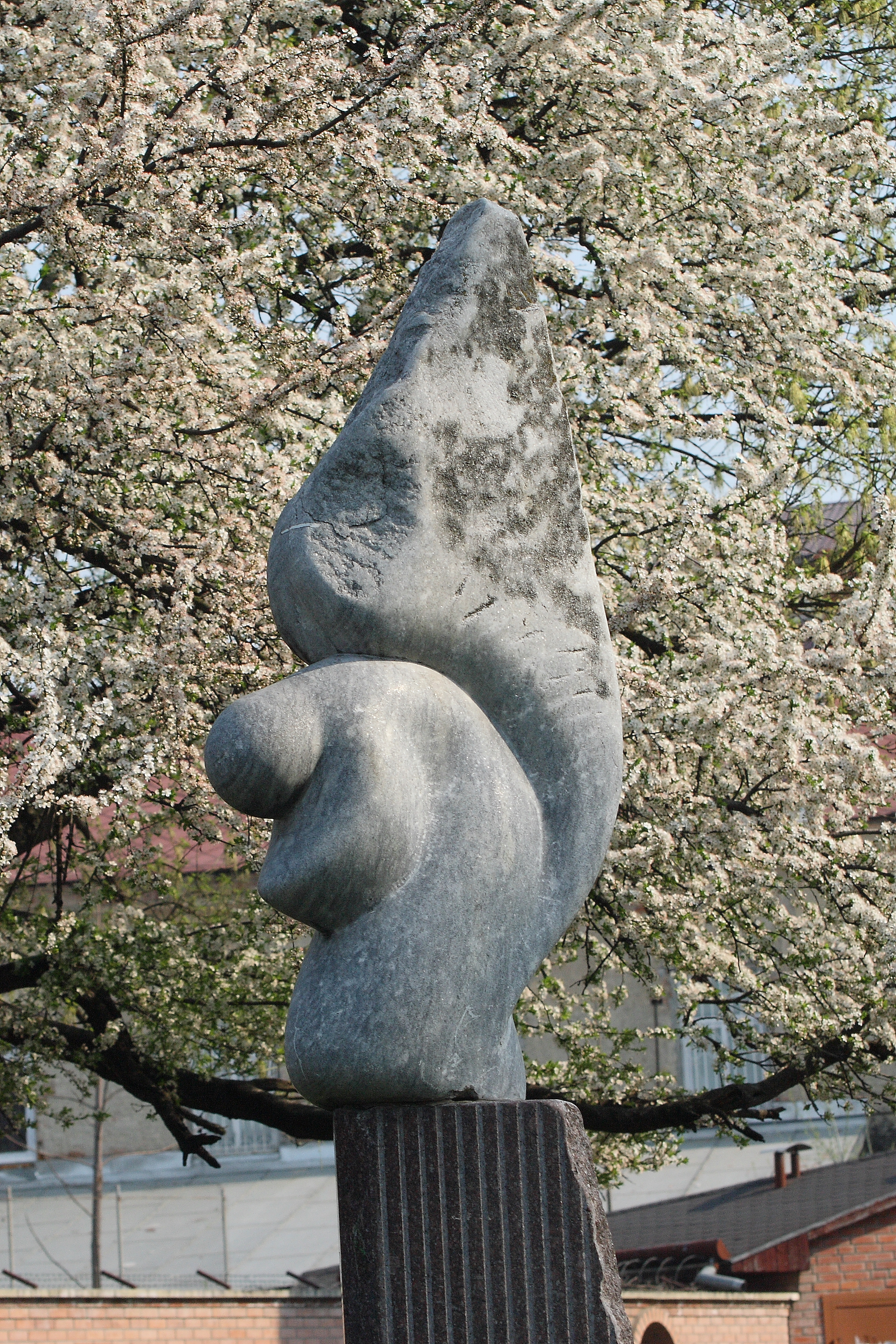
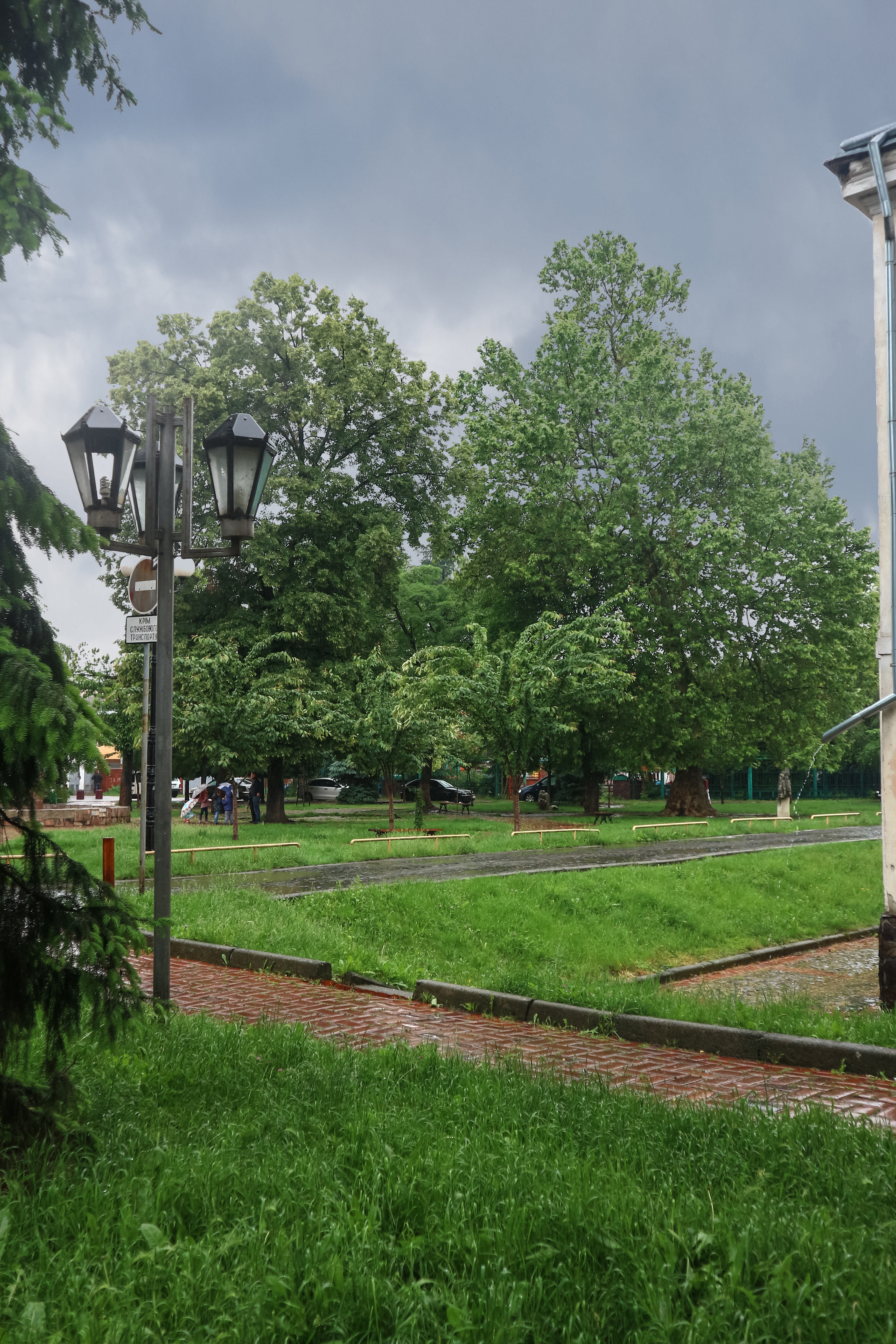
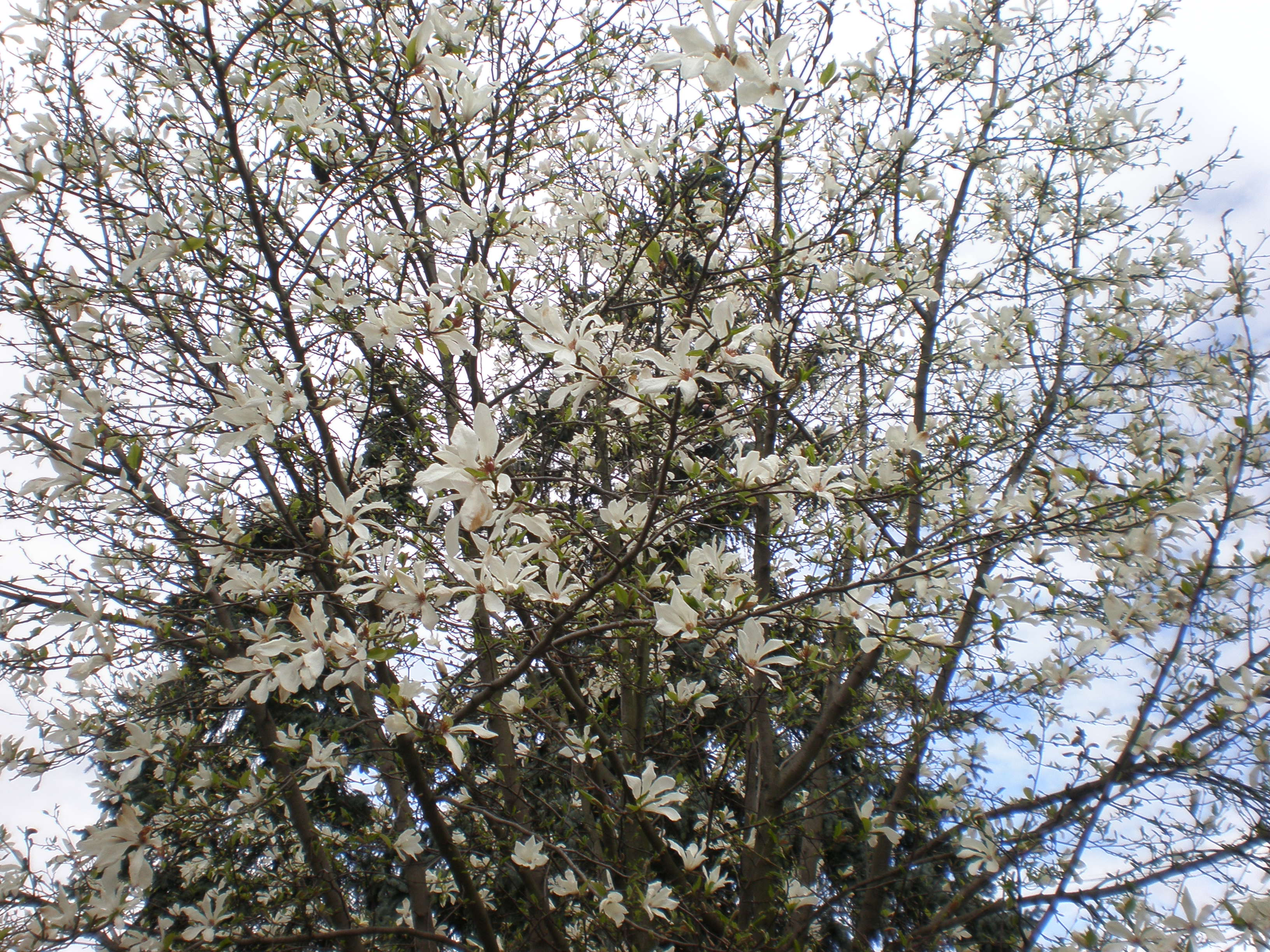